# Зелёная шапка
«Зелёная шапка» (кит. трад. 绿帽子, Лю Мао Цзы, в международном прокате англ. Green Hat) — фильм-драма, дебют режиссёра Лю Фэньдоу. Снят в Китае в 2003 году. Получил несколько международных кинонаград, включая премию за лучший игровой фильм на фестивале Трайбека (Нью-Йорк) в 2004 году. «Зелёная шапка» в разговорной китайской речи тождественна термину «рогоносец» в русском языке.

## Сюжет
Китай, недалёкое прошлое (судя по ряду деталей коммунистической символики и портретам, начало 1970-х — последние годы правления Мао Цзэдуна). Трое налётчиков успешно грабят банк. Один из них — Ван (Ляо Фань) планирует использовать свою долю награбленного, чтобы отправиться в США, куда два года назад улетела любимая им девушка. После ограбления он спешит в аэропорт, но по дороге, желая сообщить ей о своём прилёте, совершает из небольшого магазинчика телефонный звонок. Девушка ставит его перед фактом, что порывает с ним ради уже сложившихся отношений с другим мужчиной. Ван срывает своё зло на продавщице, направляя на неё пистолет. Случайные свидетели вызывают полицию. На время переговоров с отчаявшимся преступником полицейский офицер (Ли Хонси) предлагает себя в качестве заложника. После непродолжительного диалога Ван задаёт риторические вопросы «Что такое любовь?», «Я не боюсь любви, ты думаешь я испугаюсь смерти?» и стреляет себе в голову.
Вторая часть сюжета посвящена тому же офицеру полиции. Он страдает сексуальной дисфункцией и не может удовлетворять свою жену Мэй (Ли Мэй), отчего подозревает её в супружеской неверности. Офицер безрезультатно пробует все виды лекарств и методы лечения. Следует несколько откровенных и мучительных попыток сексуальной близости, сцен лжи, обвинений и непонимания между супругами. Полицейский решает хоть чем-то удивить жену и в день её рождения покупает большой торт. Предполагаемый сюрприз с его вручением оборачивается встречей с любовником Мэй (её тренером по плаванию). К несчастью торт любовника кажется чуть-чуть большим.

## В ролях
- Ляо Фань — Ван
- Ли Хонси — полицейский
- Ли Мэй — Мэй, жена полицейского
- Ли Хайбинь — Сяо Би
- Хай Итянь — тренер по плаванию

## Художественные особенности и критика
В отзыве о фильме обозревателя Eye For Film Дэвида Станнерса он называет работу Лю Фэньдоу великолепной и рассуждает о неразрывной связи любви и секса. Важность сексуальной активности, по его мнению, чрезвычайно важна для мужчин, и режиссёр демонстрирует жёстких и мужественных людей, теряющих всю свою уверенность в постели. Не обвиняя женщин, он блестяще показывает, что происходит с ними, когда их избранники оказываются сексуально несостоятельными: например, для Мэй любовь без секса уже не любовь. В целом критик считает, что сценарий Лю Фэньдоу насыщен чёрным юмором, а также чувственностью, но при этом абсолютно не сентиментален.
Критик Нил Янг, сотрудничающий с такими изданиями как The Independent и The Times, опубликовал свой отзыв на ресурсе Neil Young’s Film Lounge. Первая часть картины, по его мнению, хоть и является достаточно энергичной, но в некоторой степени копирует фильм «Собачий полдень». Вторая же часть высокопарна и замедленна до недопустимой степени. Признавая, что критика в основном хвалит китайского режиссёра, Нил Янг более не заинтересован творчеством Лю Фэньдоу.
Датское издание «Cinemagazine» публикует информацию о том, что по первоначальным планам Лю Фэньдоу должен был снять трёхчасовой фильм из семи историй, но финансирование, осуществлённое в сокращённом объёме, позволило экранизировать только две из них, отчего структура фильма выглядит запутанной. При этом критик в целом о фильме отзывается положительно, используя четыре характеристики, присущие, на его взгляд, китайскому кино: короткий, мощный, таинственный и простой.

## Награды
- 2004 год, кинофестиваль Трайбека (Нью-Йорк, США) — приз за лучший игровой фильм, приз лучшему начинающему режиссёру игрового кино (Лю Фэньдоу).
- 2004 год, Международный кинофестиваль в Салониках — приз FIPRESCI (Лю Фэньдоу), кроме того, режиссёр был номинирован на главный приз фестиваля — «Золотой Александр»[5].
- 2005 год, Международный кинофестиваль в Сингапуре — приз начинающему кинематографисту Young Cinema Award (Лю Фэньдоу), премия «Серебряный экран» лучшему актёру (Ляо Фань и Ли Хонси).